# Geschäftsinhaltsversicherung
Die Geschäftsinhaltsversicherung deckt im Versicherungswesen bestimmte Schäden am eigenen Inventar, an Produkten und Warenbeständen von Gewerbetreibenden ab. Für die Instandsetzung und Wiederanschaffung kommt die Versicherung auf.

## Leistungen des Versicherers
Der Versicherungsschutz umfasst den Ersatz von Schäden, die durch bestimmte Gefahren entstanden sind. Dazu gehören zum Beispiel Feuer, Sturm und Hagel. Werden im Zuge eines Einbruchs in ein Geschäft Sachen entwendet, sind die Verluste mit in der Versicherung eingeschlossen. Der Versicherer einer Geschäftsinhaltsversicherung erbringt im Falle eines versicherten Schadens verschiedene Leistungen, die im Versicherungsvertrag festgelegt sind. Die genauen Leistungen können je nach Versicherungsvertrag und Art des Schadens unterschiedlich sein, aber typischerweise umfassen sie:
1. Schadensbegutachtung: Der Versicherer begutachtet den Schaden und prüft, ob dieser von der Versicherung abgedeckt ist. Hierbei kann der Versicherer einen Gutachter oder Sachverständigen hinzuziehen, um den Schaden zu begutachten.
2. Schadensersatzleistung: Wenn der Schaden von der Versicherung abgedeckt ist, erstattet der Versicherer die Kosten für die Reparatur oder Wiederbeschaffung der beschädigten oder gestohlenen Gegenstände. Die Höhe der Schadensersatzleistung hängt dabei von den im Vertrag vereinbarten Bedingungen und der Höhe des Schadens ab.
3. Betriebsunterbrechungsversicherung: Wenn der Schaden dazu führt, dass der Betrieb vorübergehend unterbrochen wird, kann der Versicherer auch die Kosten für die Betriebsunterbrechung abdecken. Hierzu gehören beispielsweise die Miete von Ersatzräumen oder Ersatzgeräten sowie die Entschädigung von Umsatzeinbußen.
4. Haftpflichtversicherung: Wenn die Geschäftsinhaltsversicherung auch eine Haftpflichtversicherung beinhaltet, übernimmt der Versicherer auch die Kosten für Schadensersatzansprüche von Dritten, die durch das Geschäft oder den Geschäftsinhalt verursacht wurden.
5. Beratung und Unterstützung: Der Versicherer bietet oft auch Beratung und Unterstützung in Bezug auf die Schadensvermeidung und Schadensprävention an, um die Risiken für das Unternehmen zu minimieren.

## Versicherungsumfang
Eine Geschäftsinhaltsversicherung ist eine Art von Versicherungspolice, die Geschäftsinhalte und Eigentum gegen verschiedene Risiken und Schäden absichert. Der genaue Umfang des Versicherungsschutzes kann von Versicherer zu Versicherer und von Vertrag zu Vertrag variieren, aber typischerweise umfasst eine Geschäftsinhaltsversicherung folgende Aspekte:
1. Sachschäden: Eine Geschäftsinhaltsversicherung deckt Sachschäden an den Gegenständen und Eigentum des Unternehmens ab, wie z. B. Schäden durch Feuer, Rauch, Explosion, Wasser, Diebstahl oder Vandalismus.
2. Betriebsunterbrechungen: Im Falle einer Betriebsunterbrechung aufgrund von Sachschäden kann die Geschäftsinhaltsversicherung die Kosten für den Betrieb während der Reparatur- oder Wiederherstellungsphase abdecken.
3. Haftpflichtansprüche: Eine Geschäftsinhaltsversicherung kann auch Haftpflichtansprüche decken, die sich aus Schäden oder Verletzungen ergeben, die Kunden oder andere Personen auf dem Geschäftsgrundstück erleiden.
4. Schäden durch Naturkatastrophen: Eine Geschäftsinhaltsversicherung kann auch Schäden durch Naturkatastrophen wie z. B. Überschwemmungen, Stürme oder Erdbeben abdecken, sofern diese nicht ausdrücklich ausgeschlossen sind.
5. Sonderausstattungen: Oftmals sind auch Sonderausstattungen, wie z. B. Computer, Bürogeräte und Spezialmaschinen, mitversichert.[2]

In der Regel wird der Neuwert ersetzt. Abhängig von der Police sind auch fremde Gegenstände im Rahmen der Geschäftsinhaltsversicherung versichert. Dabei wird der Wiederbeschaffungswert zum Zeitpunkt des Schadens ersetzt, ohne Abzug von Wertminderung oder Alterung. Der Schutz greift regulär nur, wenn diese fremden Gegenstände sich nur vorübergehend im Besitz des Versicherten befinden.
Meistens trägt der Versicherer sogar die Kosten für die Brandbekämpfung oder die Sanierung. Über eine spezielle Zusatzversicherung, die im Rahmen der Inhaltversicherung abgeschlossen werden kann, kann man sich auch gegen Einnahmeeinbußen versichern.

## Ausschlüsse und mögliche Zusätze
Die Geschäftsinhaltversicherung kommt in der Regel nur für Schäden durch Feuer, Sturm, Hagel, Leitungswasser und Einbruchdiebstahl auf. Es gibt jedoch etliche Fälle, in denen die Versicherung keinen Ersatz leisten muss. Ein klassischer Leistungsausschluss ist die absichtliche Herbeiführung eines Schadens. Außerdem können in manchen Fällen auch fremde Gegenstände im Rahmen der Geschäftsinhaltsversicherung versichert sein, jedoch nur vorübergehend im Besitz des Versicherungsnehmers. Dies kann zum Beispiel dann der Fall sein, wenn der Versicherungsnehmer eine Leihgabe oder ein geliehenes Gerät in seinem Geschäft verwendet.
Generell nicht versichert werden Schäden im Zusammenhang mit Kriegen, inneren Unruhen oder Kernenergie. Auch in Bezug auf Wasserschäden werden Elementarschäden nicht durch den Versicherer ersetzt, zum Beispiel solche durch Starkregen oder Hochwasser. Im Normalfall kann die Police um diese Elementargefahren ergänzt werden.